# Spišská Teplica
Spišská Teplica (allemand : Töpplitz) est un village de Slovaquie situé dans la région de Prešov.

## Histoire
Première mention écrite du village en 1280.

## Démographie

### Évolution de la population
| Année:               | 1994. | 2004.    | 2014.    | 2024.   |
| -------------------- | ----- | -------- | -------- | ------- |
| Nombre de personnes: | 1666  | 1933     | 2236     | 2286    |
| Différence:          |       | +16,02 % | +15,67 % | +2,23 % |

| Année:               | 2023. | 2024.   |
| -------------------- | ----- | ------- |
| Nombre de personnes: | 2273  | 2286    |
| Différence:          |       | +0,57 % |